# Aiuto! (album)
Aiuto! è un album di Ombretta Colli del 1985 inciso per la Five Record. E' tratto dalla commedia musicale a un personaggio Aiuto! Sono una donna di successo scritta da Gian Piero Alloisio, Ombretta Colli e Giorgio Gaber e interpretata dalla stessa Ombretta Colli. Ottenne un Biglietto d'Oro AGIS come maggior incasso Novità italiana.

## Tracce
1. Ho Paura (Gian Piero Alloisio - Giorgio Gaber)
2. Sola (Gian Piero Alloisio - Giorgio Gaber)
3. Una Donna Senza (Gian Piero Alloisio - Giorgio Gaber)
4. La Vita (Gian Piero Alloisio - Giorgio Gaber)
5. Quando Facciamo L'Amore (Gian Piero Alloisio)
6. Sento (Gian Piero Alloisio - Giorgio Gaber)
7. Che Uomo Sei (Giorgio Gaber - Sandro Luporini)
8. Giorni (Gian Piero Alloisio - Giorgio Gaber- Mauro Arena)